# Lygus
Lygus är ett släkte av insekter. Lygus ingår i familjen ängsskinnbaggar.

## Bildgalleri

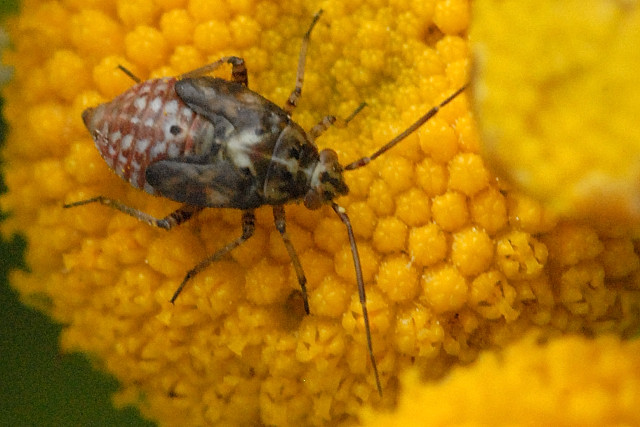
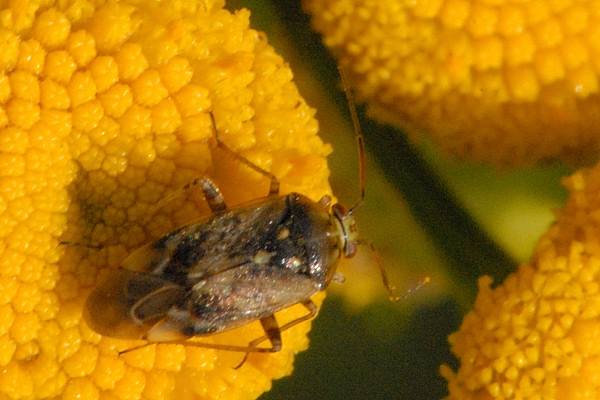
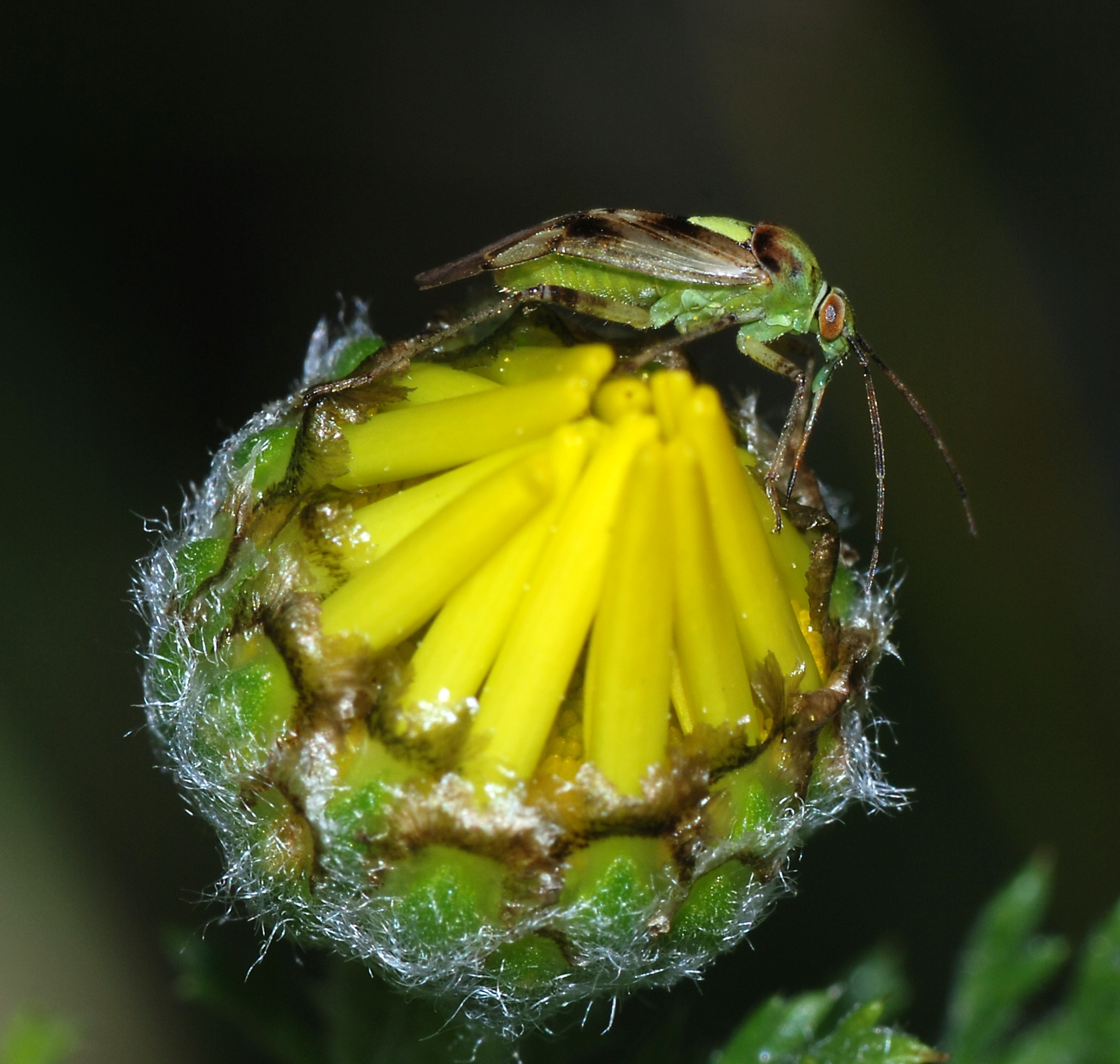
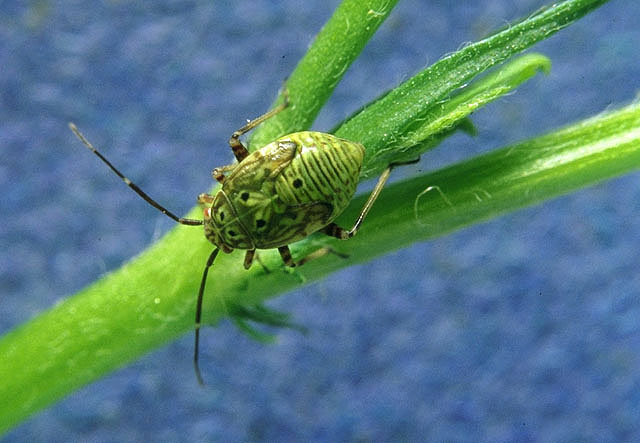
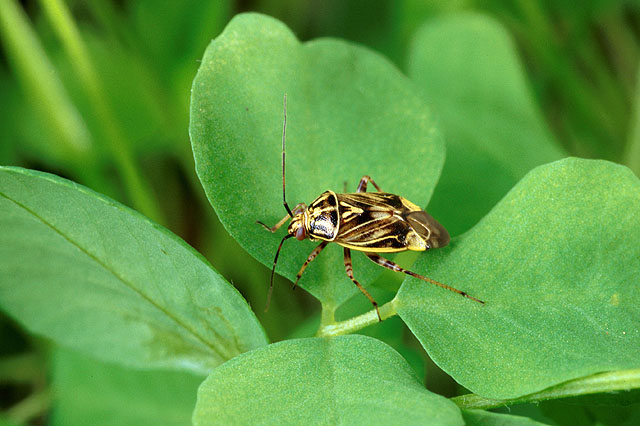
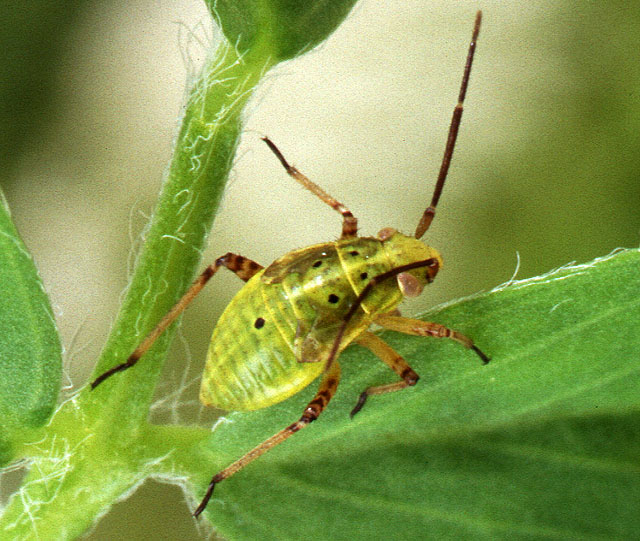

## Dottertaxa tillLygus, i alfabetisk ordning[1][2]
- Lygus abroniae
- Lygus aeratus
- Lygus atriflavus
- Lygus atritibialis
- Lygus borealis
- Lygus bradleyi
- Lygus ceanothi
- Lygus convexicollis
- Lygus elisus
- Lygus gemellatus
- Lygus hesperus
- Lygus humeralis
- Lygus keltoni
- Lygus lineolaris
- Lygus lupini
- Lygus maritimus
- Lygus mexicanus
- Lygus oregonae
- Lygus perplexus
- Lygus plagiatus
- Lygus potentillae
- Lygus pratensis
- Lygus punctatus
- Lygus robustus
- Lygus rolfsi
- Lygus rubroclarus
- Lygus rubrosignatus
- Lygus rufidorsus
- Lygus rugulipennis
- Lygus scudderi
- Lygus shulli
- Lygus solidaginis
- Lygus striatus
- Lygus unctuosus
- Lygus wagneri
- Lygus vanduzeei
- Lygus varius